# ان‌جی‌سی ۳۱۳
ان‌جی‌سی ۳۱۳ (انگلیسی: NGC 313) نام یک کهکشان است. این کهکشان درصورت فلکی ماهی قرار دارد.